# Lakke Magnusson
Anders Lars-Göran "Lakke" Magnusson, född 21 maj 1946 i Kinna, Västergötland, död 19 februari 2004 i Stockholm, var en svensk skådespelare.
Magnusson är begravd på Norra begravningsplatsen utanför Stockholm.

## Filmografi i urval
- 1994 – Den vite riddaren
- 1994 – Sommarmord
- 1995 – Vita lögner
- 1995 – Anmäld försvunnen
- 1995 – Sommaren
- 1996 – Vinterviken
- 1996 – Kalle Blomkvist - Mästerdetektiven lever farligt
- 1997 – Jag är din krigare (Film)
- 1997 – Pelle Svanslös (julkalender)
- 1997 – Kenny Starfighter (TV)
- 1997 – Svenska hjältar
- 1998 – Ivar Kreuger (TV-serie)
- 1999 – Trettondagsafton
- 1999 – Sally (flera roller)
- 2000 – Ronny & Julia (SVT:s julkalender)
- 2000 – Skärgårdsdoktorn (TV)
- 2003 – Paragraf 9 (TV-serie)
- 2003 – Håkan Bråkan (julkalender) - Kurt
- 2003 – Skenbart
- 2004 – Stenjäveln
- 2004 – Kyrkogårdsön
- 2004 – Fragile
- 2006 – Sökarna – Återkomsten

## Teater

### Roller (ej komplett)
| År   | Roll                    | Produktion                                                                          | Regi                           | Teater                        |
| ---- | ----------------------- | ----------------------------------------------------------------------------------- | ------------------------------ | ----------------------------- |
| 1974 | Skräddaren              | Den jäktade (Den stundesløse) Ludvig Holberg                                        | Henning Moritzen               | Dramaten                      |
| 1988 | Mathias                 | Tolvskillingsoperan (Die Dreigroschenoper) Bertolt Brecht och Kurt Weill            | Peter Langdal                  | Dramaten                      |
| 1988 | Nikanor Ivanovitj Bosoj | Mästaren och Margarita (Мастер и Маргарита, Master i Margarita) Michail Bulgakov    | Jurij Ljubimov                 | Dramaten                      |
| 1991 | Saki                    | Och ge oss skuggorna Lars Norén                                                     | Björn Melander                 | Dramaten                      |
| 1992 | Antonio                 | Figaros bröllop (La Folle Journée, ou Le Mariage de Figaro ) Pierre de Beaumarchais | Wilhelm Carlsson               | Dramaten                      |
| 1993 | Herren                  | I fru Vennermans fall Marie-Louise Ekman                                            | Gösta Ekman Marie-Louise Ekman | Kilen, Kulturhuset, Stockholm |

### Fotnoter
1. ↑  ”I fru Vennermans fall”. Chinateatern. Arkiverad från originalet den 23 september 2015. https://web.archive.org/web/20150923202848/http://www.chinateatern.se/show/i-fru-vennermans-fall/. Läst 3 september 2015.